# Farewell My Summer Love
Farewell My Summer Love (původně označován jako Farewell My Summer Love 1984 a později v reedici jako Here I Am (Come and Take Me) ve Velké Británii) je kompilační album zpěváka Michaela Jacksona vydané 15. května 1984.

## Seznam skladeb
1. "Don't Let It Get You Down" - 3:02
2. "You've Really Got a Hold on Me" - 3:30
3. "Melodie" - 3:24
4. "Touch the One You Love" - 2:48
5. "Girl You're So Together" - 3:12
6. "Farewell My Summer Love" - 4:24
7. "Call on Me" - 3:39
8. "Here I Am (Come and Take Me)" - 2:56
9. "To Make My Father Proud" - 4:04